# Uiramutã
Uiramutã es un municipio del nordeste del estado de Roraima, siendo el municipio más septentrional de Brasil.

## Historia
Creado por la ley n.º 098 del 17 de octubre de 1995, con tierras desmembradas de los municipios de Normandia, donde se localiza la sede municipal, y de la Capital del Estado.

## Geografía
La población estimada en 2003 era de 6111 habitantes y el área es de 8.066 km², el que resulta en una densidad demográfica de 0,76 hab/km².
El municipio incluye en su territorio al Monte Caburaí, de 1.456 m de altitud, en la frontera con la Guayana. El Monte Roraima, también en el municipio, es el punto triple con la Guayana y Venezuela y el décimo pico más alto del Brasil, con 2.739 m.
Los pueblos indígenas son mayoría en el municipio, con una participación en relación con el total del municipio de 97,96%.

### Clima
El clima del municipio es de tipo tropical lluvioso con período seco y la temperatura media es de 26 °C.

### Hidrografía
Es representada por los ríos: Maú, Cotingo, Canã y Ailã. La precipitación pluviométrica es de 1.500 mm.

## Economía
Esta región es tradicionalmente rica en oro y diamante. Presenta también un gran potencial para la ganadería.

### Producto interno bruto
- Valor adicionado en la agropecuaria - R$ 428.000
- Valor adicionado en la industria - R$ 48.000
- Valor adicionado en el servicio - R$ 18.374.000
- APU - R$ 16.761.000
- Impuestos - R$ 1.000.000
- PIB - R$ 18.852.000
- PIB per cápita - R$ 2.972

### Deporte
El deporte principal y más tradicional es el Futbol, también se dedican a la práctica del Motocross y el entrenamiento de artes marciales mixtas UFC.